# Jihočeský krajský přebor 1967/1968
V soubojích Jihočeského krajského přeboru 1967/68 se utkalo 14 týmů dvoukolovým systémem podzim - jaro. Tento ročník skončil v červnu 1968. 

## Výsledná tabulka
Zdroj: 
| Poř. | Tým                            | Z  | V  | R | P  | VG | OG | B  |
| ---- | ------------------------------ | -- | -- | - | -- | -- | -- | -- |
| 1.   | VTJ Dukla Tábor „B“            | 26 | 16 | 7 | 3  | 49 | 22 | 39 |
| 2.   | TJ Tatran Prachatice           | 26 | 17 | 2 | 7  | 54 | 45 | 36 |
| 3.   | TJ Lokomotiva České Budějovice | 25 | 14 | 7 | 4  | 39 | 22 | 35 |
| 4.   | TJ Spartak Písek               | 26 | 15 | 3 | 8  | 71 | 32 | 35 |
| 5.   | VTJ Dukla Jindřichův Hradec    | 26 | 12 | 3 | 11 | 39 | 38 | 27 |
| 6.   | TJ IGLA České Budějovice       | 26 | 11 | 5 | 10 | 48 | 39 | 27 |
| 7.   | VTJ Dukla Volary               | 26 | 10 | 5 | 11 | 41 | 43 | 25 |
| 8.   | TJ Fezko Strakonice            | 25 | 11 | 2 | 12 | 41 | 36 | 24 |
| 9.   | TJ Tatran Hluboká nad Vltavou  | 26 | 9  | 4 | 13 | 45 | 45 | 22 |
| 10.  | TJ Spartak Milevsko            | 26 | 9  | 3 | 14 | 45 | 54 | 21 |
| 11.  | VTJ Dukla Prachatice           | 26 | 8  | 4 | 14 | 41 | 56 | 20 |
| 12.  | TJ Slovan Jindřichův Hradec    | 26 | 9  | 1 | 16 | 36 | 79 | 19 |
| 13.  | TJ Spartak Soběslav            | 25 | 7  | 4 | 14 | 28 | 47 | 18 |
| 14.  | TJ Dynamo Vodňany              | 25 | 5  | 4 | 16 | 36 | 59 | 14 |

Poznámky:
- Z = Odehrané zápasy; V = Vítězství; R = Remízy; P = Prohry; VG = Vstřelené góly; OG = Obdržené góly; B = Body

|  | Postup do Divize A 1968/69             |
|  | Sestup do příslušné I. A třídy 1968/69 |